# 2007 à Monaco
Cette page recense tous les événements médiatiques important de l'année 2007 à Monaco.

## Titulaires
- Prince de Monaco: Albert II
- Ministre d'État: Jean-Paul Proust

## Évènements

### Janvier
- 18 au 28 janvier : la Famille Casartelli pas de deux cavalerie-  Italie gagne le 31e Festival international du cirque de Monte-Carlo, sous la présidence de Stéphanie de Monaco[1].

### Mars
- 4 mars : élections municipales monégasques  afin de renouveler les 15 membres du Conseil communal.
- Monaco émet 2 timbres : 
  - Giuseppe Garibaldi 1807-1882
  - Carlo Goldoni 1707-1793

### Avril
- 13 et 14 avril : Exposition canine internationale de Monaco
- Monaco émet 3 timbres :
  - Comité olympique monégasque 1907-2007
  - XIIes Jeux des Petits États d'Europe
  - Exposition canine internationale : "Le Dalmatien"

### Mai
- 27 mai : Fernando Alonso remporte le Grand Prix automobile de Monaco[2].
- Monaco émet 4 timbres :
  - Les années Grace Kelly
  - Europa : le scoutisme
  - Hélicoptère Maurice Léger
  - 47e Festival de télévision de Monte-Carlo

### Juin
- 4 au 9 juin : Monaco organise les Jeux des petits États d'Europe
- 10 au 14 juin : 47e Festival de télévision de Monte-Carlo
- Monaco émet 2 timbres :
  - Grande Bourse 2007 cartophilie, numismatique, philatélie
  - XXIIe Monte-Carlo Magic Stars

### Juillet
- Juillet : La principauté émet sa première Pièce commémorative de 2 euros, de sa propre initiative à l'occasion du 25e anniversaire de la disparition de la Princesse Grace[3].

### Août
- Août : Le prince souverain était l'invité du président russe Vladimir Poutine dans une résidence tsariste à l'extérieur de Saint-Pétersbourg. Poutine a remercié le prince, membre du Comité international olympique, pour son soutien dans la sélection de Sotchi pour les Jeux olympiques d'hiver de 2014 . Le Prince a également participé à une expédition de quatre jours et 100 km en traîneau à chiens vers le pôle Nord depuis une base russe[4].
- 31 août : Supercoupe de l'UEFA au Stade Louis-II

### Septembre
- 8 septembre : Monaco gagne 2-1 un match amical face à HNK Orijent 1919

- 12 au 18 Septembre : Monaco Classic Week avec la présence des bateaux suivant  Lulworth (1920), Iduna (1939), Eleonora (une réplique d’un navire de 1910), SS Delphine (1921), Mariquita (1911) ainsi  que Moonbeam IV (1914)[5].
- 19 au 22 septembre  : 17e Monaco Yacht Show (en), événement rassemblant des Yacht. L’événement fut marqué par la présence du Alfa Nero[6].
- 30 septembre :  6e Grande Bourse annuelle

### Octobre
- 3 au 7 octobre : XXIIe Monte-Carlo Magic Stars
- Monaco émet 3 timbres :
  - Noël : Apparition à Bernadette Soubirous
  - SEPAC
  - 32e Festival international du Cirque de Monte-Carlo

### Décembre
- 10 au 15 décembre : Monte-Carlo Squash Classic
- Monaco émet 1 timbre :
  - Giacomo Puccini 1858-1924